# Фирледень (Гинчештський район)
Фирледень (рум. Fîrlădeni) — село у Гинчештському районі Молдови. Утворює окрему комуну.

## Населення
За даними перепису населення 2004 року у селі проживали 1010 осіб.
Національний склад населення села:
| Національність       | Кількість осіб | Відсоток   |
| -------------------- | -------------- | ---------- |
| молдавани румуни     | 1003 2         | 99,3% 0,2% |
| росіяни              | 2              | 0,2%       |
| українці             | 1              | 0,1%       |
| інша / без відповіді | 2              | 0,2%       |
| Всього               | 1010           | 100%       |